# Vladimir Mlinarić
Vladimir Mlinarić, hrvaško-slovenski pianist in pedagog, * 23. december 1964, Pulj.
Klavir se je začel učiti s sedmimi leti. V rodnem Pulju je obiskoval tudi osnovno in srednjo glasbeno šolo. Diplomiral je na Akademiji za glasbo v Ljubljani (1987) v razredu profesorice Zdenke Novak, ki mu je prenesla tehniko Leopolda Godowskega. Pri isti profesorici je opravil še podiplomski študij (1990). Svoje znanje je izpopolnjeval na Dunaju v razredu znamenitega profesorja Leonida Brumberga, ter na mojstrskih tečajih pri prof. Arbu Valdmi, Konstantinu Boginu, Lucy Hallmann-Russell in drugih. Velik vpliv na njegov umetniški razvoj je imela profesorica Breda Zakotnik, pri kateri je študiral interpretacijo lieda. Je dobitnik študentske Prešernove nagrade na ljubljanski Akademiji za glasbo (1986) in prve nagrade na Zveznem tekmovanju učencev in študentov glasbe v Dubrovniku, leta 1987. Deluje v slovenskem komornem ansamblu Trio Luwigana (v katerem poleg njega nastopata še klarinetist Darko Brlek in violončelist Igor Škerjanc). Za svoje umetniške dosežke je trio prejel Betettovo nagrado (1998) in Župančičevo nagrado (2001). Kot solist ali v različnih komornih zasedbah je igral v večjih evropskih središčih (Pariz, Muenchen, Torino, Milano, Firence, Dunaj, Edinburgh, Bruselj), v Združenih državah Amerike, v Kanadi in Rusiji. Je tudi član strokovnih žirij na tekmovanjih v Sloveniji, Italiji in Rusiji. Vladimir Mlinarić je zaposlen kot izredni profesor na Akademiji za glasbo v Ljubljani.